# Kanu Banerjee
Pour les articles homonymes, voir Banerjee.
Kanu Banerjee (né à Jodhpur (Rajasthan, Inde) le 20 juin 1905 et mort le 27 janvier 1983) est un acteur de cinéma bengali.

## Biographie
Kanu Banerjee est surtout connu pour son interprétation de Ray Harihar, le père d'Apu, dans les films de Satyajit Ray, La Complainte du sentier (1955) et L'Invaincu (Aparajito) (1956).

## Filmographie
- 1927 : Durgesh Nandini
- 1937 : Rajgee
- 1938 : Desher Mati
- 1939 : Chanakya
- 1940 : Shap Mukti
- 1941 : Nandini
- 1941 : Mayer Pran
- 1941 : Epar Opar
- 1942 : Pashan Devata
- 1942 : Garmil
- 1943 : Sahadharmini
- 1943 : Jogajog
- 1943 : Sahar Thekey Durey
- 1944 : Pratikar
- 1944 : Bideshini
- 1944 : Nandita
- 1945 : Mane Na Mane
- 1945 : Kato Door
- 1945 : Bhabhi Kaal
- 1946 : Mandir
- 1947 : Swapna-o-Sadhana
- 1948 : Sadharan Meye
- 1948 : Purabi
- 1948 : Jayjatra
- 1949 : Kuasha
- 1949 : Abhijatya
- 1951 : Pandit Mashai
- 1952 : Palli Samaj
- 1952 : Bindur Chheley
- 1953 : Natun Yahudi
- 1954 : Sadanander Mela
- 1954 : Mantra Shakti
- 1954 : Dukhir Imaan
- 1954 : Champadangar Bou
- 1955 : Upahar
- 1955 : Aparadhi
- 1955 : Bhagavan Sri Ramakrishna
- 1955 : La Complainte du sentier (Pather Panchali), de Satyajit Ray
- 1956 : Saheb Bibi Golam
- 1956 : Nabajanma
- 1956 : Daner Maryada
- 1956 : Bhola Master
- 1956 : L'Invaincu (Aparajito), de Satyajit Ray
- 1961 : Kathin Maya
- 1969 : Banajyotsana
- 1971 : Alo Amar Alo